# تیراندازی ۲۰۲۱ مدرسه کازان
تیراندازی ۲۰۲۱ مدرسه کازان (انگلیسی: Kazan school shooting) در ۱۱ مه در مدرسه‌ای در کازان، تاتارستان، روسیه رخ داد. نه نفر شامل هفت دانش‌آموز و دو معلم کشته شدند و ۲۳ نفر دیگر زخمی گردیدند. فردی مظنون به نام ایلناز گالیاویف دستگیر شده‌است.

## واقعه

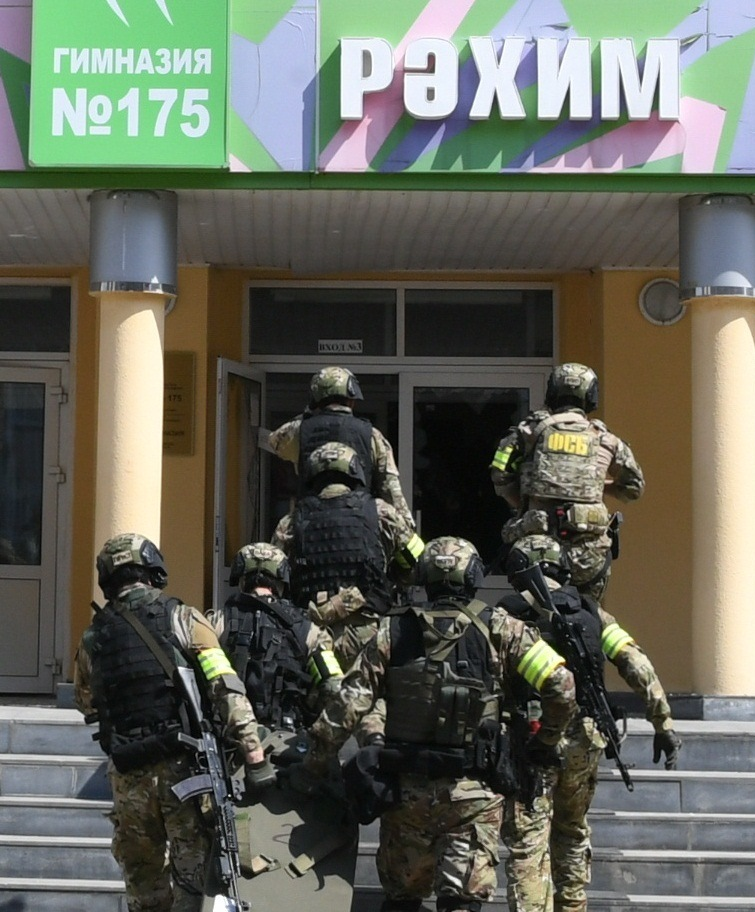
نیروهای ویژه FSB در 11 مه 2021 در حال وارد شدن به ساختمان ژیمناستیک شماره 175 در کازان.

یک تیراندازی جمعی در سالن ورزشی ۱۷۵ مدرسه‌ای در کازان، تاتارستان، روسیه رخ داد که شامل ۷۱۴ دانش‌آموز و ۷۰ پرسنل بود. در ساعت ۹:۱۹ صبح به وقت محلی فردی مسلح در ورودی اصلی امنیت مدرسه که درخواست کارت کرده بود متوقف شد و یک بمب دست‌ساز را به کار انداخت هنگامی که توسط دو نفر نگهبان تلاش کردند مانع از ورود وی شوند آتش گشود و هر دو نگهبان را زخمی کرد و یک نگهبان مصدوم توانست در ساعت ۹:۲۵ زنگ هشدار مدرسه را به صدا درآورد. با ایجاد وحشت معلمان درب کلاس‌ها را قفل کردند تا مانع از ورود فرد مسلح شود. متعاقباً یک پیام رادیویی به ساختمان مدرسه ارسال شد و از معلمان خواستار تعطیلی کلاس‌ها شد اما چند دانش‌آموز با پریدن از پنجره طبقه سوم فرار کردند. طی ۲۰ دقیقه مدرسه تخلیه شد و نیروی انتظامی در ساعت ۹:۳۳ دقیقه فرد مسلح را بازداشت کرد.
تصاویر ویدیوی از داخل و خارج از مدرسه در شبکه‌های اجتماعی منتشر شد و دانش آموزان را که از پنجره در حال فرار بودند و همچنین راهروهای مدرسه پر از وسایل شخصی بود و مردی که توسط پلیس بازداشت شد را نشان می‌داد.
آتش نشانان ۲۳ نفر را از طبقه سوم مدرسه نجات دادند.